# Contee dell'Iowa
Questa è una lista delle novantanove contee dell'Iowa, negli Stati Uniti d'America.

## Storia

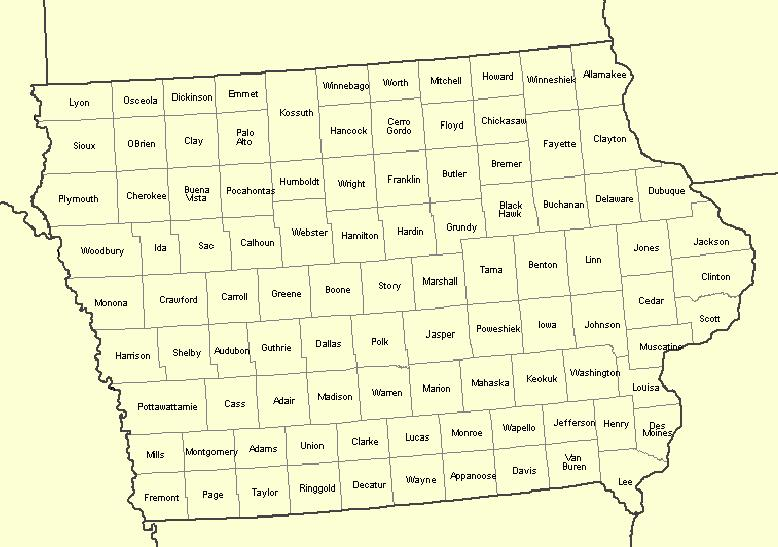
Contee dell'Iowa

Le prime due contee, la Contea di Des Moines e la Contea di Dubuque, furono istituite nel 1834, quando l'Iowa era ancora parte del Territorio del Michigan. In preparazione alla creazione del Michigan come stato, una parte del Territorio del Michigan fu costituita nel 1836 come Territorio del Wisconsin. Due anni dopo, la porzione occidentale venne scorporata per formare il Territorio dell'Iowa. Il 28 dicembre 1846, la parte sud-orientale del Territorio dell'Iowa divenne l'Iowa come 29° stato dell'Unione, nel momento in cui erano già state create 44 contee. Il governo statale continuò a istituire contee fino al 1857, quando fu creata l'ultima, la Contea di Humboldt. Uno dei giorni più significativi nella storia delle contee dell'Iowa fu il 15 gennaio 1851, quando vennero istituite ben 49 contee.
La Costituzione dell'Iowa del 1857, tuttora in vigore, stabilisce che le contee debbano avere una superficie di almeno 432 miglia quadrate (1.120 km²) e che nessuna contea possa essere ridotta al di sotto di tale dimensione tramite modifiche dei confini. Tuttavia, sono state concesse delle eccezioni a questa regola, poiché dieci contee hanno una superficie inferiore a tale limite. La contea più piccola (Dickinson) ha una superficie terrestre di 381 miglia quadrate (990 km²), mentre la più grande (Kossuth) ha una superficie di 973 miglia quadrate (2.520 km²). La Contea di Polk è la più densamente popolata, con 864 abitanti per miglio quadrato (333,5/km²), un aumento di densità rispetto al 2010, quando era di 655,5 per miglio quadrato (253,08/km²). La Contea di Polk ospita la capitale e la città più grande dello stato, Des Moines. Inoltre, l'Iowa ha una delle percentuali più basse di contee i cui confini sono determinati da elementi naturali; la stragrande maggioranza di essi è infatti definita da linee di rilevamento topografico, dando così origine a molte "contee a scatola" (box counties).

## Lista
1. Adair
2. Adams
3. Allamakee
4. Appanoose
5. Audubon
6. Benton
7. Black Hawk
8. Boone
9. Bremer
10. Buchanan
11. Buena Vista
12. Butler
13. Calhoun
14. Carroll
15. Cass
16. Cedar
17. Cerro Gordo
18. Cherokee
19. Chickasaw
20. Clarke
21. Clay
22. Clayton
23. Clinton
24. Crawford
25. Dallas
26. Davis
27. Decatur
28. Delaware
29. Des Moines
30. Dickinson
31. Dubuque
32. Emmet
33. Fayette
34. Floyd
35. Franklin
36. Fremont
37. Greene
38. Grundy
39. Guthrie
40. Hamilton
41. Hancock
42. Hardin
43. Harrison
44. Henry
45. Howard
46. Humboldt
47. Ida
48. Iowa
49. Jackson
50. Jasper
51. Jefferson
52. Johnson
53. Jones
54. Keokuk
55. Kossuth
56. Lee
57. Linn
58. Louisa
59. Lucas
60. Lyon
61. Madison
62. Mahaska
63. Marion
64. Marshall
65. Mills
66. Mitchell
67. Monona
68. Monroe
69. Montgomery
70. Muscatine
71. O'Brien
72. Osceola
73. Page
74. Palo Alto
75. Plymouth
76. Pocahontas
77. Polk
78. Pottawattamie
79. Poweshiek
80. Ringgold
81. Sac
82. Scott
83. Shelby
84. Sioux
85. Story
86. Tama
87. Taylor
88. Union
89. Van Buren
90. Wapello
91. Warren
92. Washington
93. Wayne
94. Webster
95. Winnebago
96. Winneshiek
97. Woodbury
98. Worth
99. Wright